# Kergloff
Kergloff är en kommun i departementet Finistère i regionen Bretagne i västra Frankrike. Kommunen ligger i kantonen Carhaix-Plouguer som tillhör arrondissementet Châteaulin. År 2022 hade Kergloff 878 invånare.

## Befolkningsutveckling
Antalet invånare i kommunen Kergloff
Referens:INSEE